# Platylepis tidorensis
Platylepis tidorensis är en orkidéart som beskrevs av Johannes Jacobus Smith. Platylepis tidorensis ingår i släktet Platylepis och familjen orkidéer.
Artens utbredningsområde är Moluckerna. Inga underarter finns listade i Catalogue of Life.